# Bryzdzyn
Bryzdzyn – wieś w Polsce położona w województwie małopolskim, w powiecie miechowskim, w gminie Kozłów.

## Podział administracyjny
W latach 1954–1959 wieś należała i była siedzibą gromady Bryzdzyń. W latach 1975–1998 miejscowość administracyjnie należała do województwa kieleckiego. Integralne części miejscowości to: Nowy Bryzdzyn, Stary Bryzdzyn.
Wieś leży w centralnej części gminy, na wschód od Kozłowa. Na północ od niej rozciągają się podmokłe łąki z licznymi strumieniami, które są dopływami rzeki Mierzawa.

## Historia
Co najmniej do końca XVII wieku na terenach obecnej wsi znajdował się las noszący nazwę Bryzdzyń. Należał on do Kozłowa. Pośrodku lasu znajdowała się polana z łąkami zwanymi Czarna Rogoża. W roku 1381 Mszczuj uposażył plebana kościoła w Kozłowie częścią tego lasu, jak i wspomnianą łąką. W roku 1437 Jarosław z Kozłowa zezwolił klasztorowi św. Augustyna z Książa Wielkiego na wycinkę określonej liczby drzew w lesie Bryzdzyń.
Zgodnie z danymi rejestru poborowego woj. krakowskiego z roku 1581 tereny obecnej wsi należały do Stanisława Minockiego herbu Nowina. W następnych latach (od 1582/1601) tereny te znalazły się w Ordynacji Pińczowskiej należącej do Myszkowskich, a od 1727 roku do Wielopolskich. W połowie XVIII wieku lasu już praktycznie nie było, za to w źródłach pojawia się folwark Brzeździński należący do ordynacji pińczowskiej hrabiów Wielopolskich z zamku Mirów k. Książa Wielkiego.
Sama wieś powstała zapewne w XIX wieku w wyniku parcelacji istniejącego od XVIII wieku folwarku należącego do dóbr klucza kozłowskiego. W roku 1827 były tu tylko 4 zabudowania i 16 mieszkańców, a do folwarku należało 807 mórg. W roku 1878 tworzyła się już wieś, która liczyła 23 domy i 152 mieszkańców. Od początku istnienia wieś należy do parafii w Kozłowie.